# Baby Love (Dannii Minogue-dal)
A Baby Love című dal az ausztrál énekesnő Dannii Minogue című dala, mely 1991. október 7-én jelent meg első, debütáló "Love and Kisses" című stúdióalbumáról. A dalt Minogue az európai kiadásra rögzítette, mely megtalálható az MCA, Universal, és Mushroom kiadók által megjelent kislemezen. A dal producere Les Adams, Emma Freilich, és Andy Whitmore voltak. A dal "Silk" Hurley által remixelt változata 1991 októberében jelent meg az album 4. kislemezeként. Írországban és az Egyesült Királyságban Top 20-as dal volt, mellyel Minogue negyedik Top 20-as kislemeze lett. Ausztráliában a dal a Top 30-ban szerepelt. A Hurley által készített remix pedig sikeres volt a klubokban, mellyel ezáltal egy új hangzást és arculatot adott Minogue-nak. 
A dal eredeti változat 1986-ban jelent meg az amerikai énekesnő, Regina lőadásában, mely 1986 közepén két hétig volt első helyezett az amerikai dance listákon, majd felkerült a Billboard Hot 100-as listára, ahol a 30.  helyezett lett.

## Kritikák
Matthew Hocter az Albumism munkatársa egy retrospektív áttekintésben megjegyezte, hogy a dal a New Jack Swing stílusára összpontosít a "heavy on house" stílussal kiegészítve a Jump to the Beat és "Baby Love" feldolgozásokat, mely által az ifjabb Minogue bebizonyította, hogy nagyon hitelesen közelítette meg a dalokat. John Lucas a az All Music munkatársaként egy "igazán hiteles, 90-es évek eleji house dalnak" nevezte a szerzeményt. A megjelenéskor Mark Frith a Smash Hits-től így nyilatkozott: "ez Dannii betörése a Soul zene világába. Nyilvánvalóan valammiféle souldívának képzeli magát, és elég hatékonyan sikerül annak kiadnia magát. Ennek eredményeképpen a "Baby Love" című dal egészen jól teljesít.

### Formátumok és számlista
- CD single (Europa és Ausztrália) (D11077)

1. "Baby Love" (Silky 70's edit)
2. "Baby Love" (Silky 70's 12-inch mix)
3. "Baby Love" (Maurice's House remix)

- Kazetta single (C11077)

1. "Baby Love" (Silky 70's edit)
2. "Baby Love" (Maurice's House remix)

- Vinyl single (X14345)

1. "Baby Love" (Silky 70's edit)
2. "Baby Love" (Maurice's House remix)
3. "Baby Love" (Maurice's House Mo Dub 4 Ya mix)

### Slágerlista
| Slágerlista (1991)                    | Legjobb helyezések |
| ------------------------------------- | ------------------ |
| Ausztrália (ARIA)                     | 26                 |
| Írország (IRMA)                       | 18                 |
| Luxembourg (Radio Luxembourg)         | 11                 |
| Egyesült Királyság (UK Singles Chart) | 14                 |
| UK Dance (Music Week)                 | 10                 |
| Europe (Eurochart Hot 100)            | 36                 |